# Darmstadt-Dieburg
Darmstadt-Dieburg là một huyện (Kreis) ở phía nam của Hesse, Đức. Các huyện giáp ranh là: Offenbach, Aschaffenburg, Miltenberg, Odenwaldkreis, Bergstraße, Groß-Gerau, thành phố Darmstadt, bị huyện này bao quanh.

## Lịch sử
Huyện này được lập vào năm 1975 thông quan việc sáp nhập các huyện Darmstadt và Dieburg. Năm 1964, huyện này kết nghĩa với huyện North East Derbyshire, Anh, năm 1990 thì kết nghĩa với huyện Zwickauer Land ở Sachsen, Đức, và năm 1995 thì kết nghĩa với vùng Mladá Boleslav của Cộng hòa Séc.

## Địa lý
Huyện này nằm ở vùng núi Odenwald. Khu vực nổi tiếng ở huyện này là hang Messel, được công nhận là di sản thế giới UNESCO năm 1995.

## Thị xã và đô thị
| Thị xã | Đô thị |                                                                                            |
| --- | --- | ------------------------------------------------------------------------------------------ |
| 1. Babenhausen 2. Dieburg 3. Griesheim 4. Groß-Bieberau 5. Groß-Umstadt 6. Ober-Ramstadt 7. Pfungstadt 8. Reinheim 9. Weiterstadt | 1. Alsbach-Hähnlein 2. Bickenbach 3. Eppertshausen 4. Erzhausen 5. Fischbachtal 6. Groß-Zimmern 7. Messel | 1. Modautal 2. Mühltal 3. Münster 4. Otzberg 5. Roßdorf 6. Schaafheim 7. Seeheim-Jugenheim |